# USS Washington (BB-47)
Pour les autres navires du même nom, voir USS Washington.
L’USS Washington (BB-47) est un cuirassé de l'United States Navy de classe Colorado construit à partir de 1919 par New York Shipbuilding Corporation à New York. Il est lancé le 1er septembre 1921 mais sa construction est annulée le 8 février 1922. Il est finalement coulé comme navire cible le 25 novembre 1924.

### Ouvrages et monographies
- (en) John C. Ferguson, Historic Battleship Texas : The Last Dreadnought, Abilene, Texas, State House Press, 2007, 192 p. (ISBN 978-1-933337-07-4 et 1-933337-07-9).
- (en) Norman Friedman, U.S. Battleships : An Illustrated Design History, United States Naval Institute, 1985, 463 p. (ISBN 0-87021-715-1).
- (en) Robert Gardiner et Roger Chesneau, Conway's All the World's Fighting Ships, 1922–1946, Annapolis, Maryland, Naval Institute Press, 1980 (ISBN 0-87021-913-8, OCLC 18121784, lire en ligne).
- (en) Robert Gardiner et Randal Gray, Conway's All the World's Fighting Ships, 1906–1921, Annapolis, Mayland, Naval Institute Press, 1985 (ISBN 0-87021-907-3, OCLC 12119866).
- (en) Cory Graff, The Navy at Puget Sound, Charleston, SC, Arcadia Publishing, 2010 (OCLC 700503123).
- (en) Patricia M. Kearns et James M. Morris, Historical dictionary of the United States Navy, Lanham, MD, Scarecrow Press, 2011 (ISBN 978-0-8108-7229-5 et 0-8108-7229-3).
- (en) Robert J. Martin, USS West Virginia (BB-48), Nashville, Tennessee, Turner Publishing Company, 1997, 96 p. (ISBN 978-1-56311-341-3, lire en ligne).

### Ressources numériques
- (en) « Washington (BB-47) », sur Dictionary of American Naval Fighting Ships, département de la Marine, Naval History & Heritage Command (consulté le 15 juillet 2015).